# Arthémon Hatungimana
Arthémon Hatungimana (21 de janeiro de 1974) é um antigo atleta do Burundi, especialista em 800 metros, prova em que se sagrou vice-campeão do mundo, em 1995.

## Carreira desportiva
A primeira competição internacional de atletismo de Hatungimana, foi a edição de 1992 dos Campeonatos Mundiais de Corta-Mato de Boston, onde se classificou em 60º lugar na corrida de distância longa. Em seguida, orienta-se para as provas de meio-fundo, especialmente os 800 metros.
No ano de  1995, o atleta burundês realiza o maior feito da sua carreira, ao arrebatar a medalha de prata nos Campeonatos Mundiais de Gotemburgo, ficando atrás do dinamarquês (de origem queniana) Wilson Kipketer. Fazendo uma marca de 1:45.64 nos Mundiais, Hatungimana estabeleceu um novo recorde pessoal, alguns dias mais tarde, ao fazer 1:43.56 no Meeting de Zurique. Concluiu da melhor forma a temporada de 1995, ao vencer os Jogos Pan-Africanos de Harare.
A sua participação em Jogos Olímpicos foi sempre modesta. O melhor que conseguiu foi um lugar na meia-final de 800 metros, nas Olimpíadas de 1996 em Atlanta.

## Recordes pessoais
Outdoor
| Prova       | Tempo     | Data       | Local               |
| ----------- | --------- | ---------- | ------------------- |
| 400 metros  | 46.78 s   | 17.09.1992 | Seul, Coreia do Sul |
| 600 metros  | 1:15.91 m | 03.08.2004 | Liège, Bélgica      |
| 800 metros  | 1:43,38 m | 06.10.1985 | Bruxelas, Bélgica   |
| 1000 metros | 2:15.48 m | 06.10.1985 | Nice, França        |

Indoor
| Prova       | Tempo     | Data       | Local               |
| ----------- | --------- | ---------- | ------------------- |
| 800 metros  | 1:46.32 m | 25.01.1998 | Karlsruhe, Alemanha |
| 1000 metros | 2:20.50 m | 11.02.2000 | Gent, Bélgica       |